# ライマン・レムニッツァー
ライマン・ルイス・レムニッツァー（Lyman Louis Lemnitzer, 1899年8月29日 - 1988年11月12日）は、アメリカ陸軍の軍人。最終階級は、大将。

## 経歴
レムニッツァーは1899年8月29日にペンシルベニア州ホーンスデールで生まれた。彼は1920年にウェストポイント陸軍士官学校を卒業し、沿岸砲兵部隊を志願し配属された。レムニッツァーはフィリピンで軍務に就くが、すぐに参謀部に配属されその軍歴が始まった。
レムニッツァーは1942年6月に准将に昇進し、アイゼンハワー将軍のスタッフとして配属された。彼は北アフリカおよびシシリー島侵攻作戦を計画支援し、1944年11月には少将に昇進した。レムニッツァーは1943年のイタリア降伏および1945年のドイツ降伏調印のために派遣された幹部職員のうちの一人であった。彼はその後、一部のナチス党員が戦争犯罪のための調査を逃れることを可能にしたとして訴えられた。
第二次世界大戦後、レムニッツァーは統合参謀本部の戦略調査委員会に配属され、その後、戦後に創設された国防大学 (アメリカ合衆国)の副学長に任命された。1950年には51歳でパラシュート降下訓練を受け、第11空挺師団の指揮官に任命された。彼は1951年11月に朝鮮半島での第7歩兵師団の師団長となり、1952年8月に中将に昇進した。
レムニッツァーは大将に昇進し、極東におけるアメリカ陸軍第8軍の司令官に1955年3月に就任する。彼は1959年7月に陸軍参謀総長に指名され、さらに1960年9月には統合参謀本部議長に任命された。統合参謀本部議長としてレムニッツァーはベトナム戦争の初期に関与し、ピッグス湾事件を切り抜けた。さらに彼は、エドウィン・ウォーカー少将（極右の人種差別主義者であり、自らの信条を軍に於いて実施しようと試み軍から解任された。）の活動に関して上院外交委員会での証言を要求された。レムニッツァーは1962年にノースウッズ作戦（隠密工作によりカストロ政権の評判を低下させ、キューバに対する軍事行動への支持を形成するよう提案された計画だが、実施は拒絶された。）の一部を承認した。
レムニッツァーは1962年11月にアメリカ欧州軍総司令官に任命され、1963年1月にNATOヨーロッパ連合軍最高司令官にも任命された。この期間に彼は1963年 - 64年のキプロス危機や、1966年におこったフランスのNATOの軍事機構からの離脱など困難な事態をリードするよう要求された。
レムニッツァーは1969年7月に退役し、1975年にはフォード大統領によってCIAが違法行為を行ったか調査する、アメリカ国内CIA活動委員会（ロックフェラー委員会）の委員に任命された。
レムニッツァーは1988年11月12日に死去し、アーリントン国立墓地に埋葬された。彼の妻キャサリン・トライオン・レムニッツァー(1901 - 1994)は、1994年に死去し、彼と一緒の墓に埋葬された。